# Kangta
Ahn Chil Hyun (en hangul, 안칠현; en hanja, 安七炫; Seúl, 10 de octubre de 1979), más conocido por su nombre artístico Kangta (en hangul, 강타), es un cantante, compositor, productor y actor surcoreano. Debutó como cantante del grupo masculino H.O.T.. También fue miembro del dúo musical masculino Kangta & Vanness. Kangta, su nombre artístico, es el símbolo de gran éxito en hangul.

## Biografía
En febrero del 2020 se confirmó que estaba saliendo con la actriz Jeong Yu-mi.

## Historia
Es miembro de la agencia "SM Entertainment".

### Debut
Decidió hacerse cantante cuando se formó el grupo H.O.T., y se unió a él junto a su amigo Moon Hee-joon.
Kang Ta ingresó al servicio militar obligatorio el 1 de abril de 2008 y salió el 19 de febrero de 2010.
Él inicia una campaña ecológica mediante la venta de playeras con Gráficos para concientizar a las personas para que sepan lo importante que es cuidar el aire, el agua y la vegetación.
Las personas lo confundían mucho con Siwon del grupo musical Super Junior.

### Historia artística
También es compositor con experiencia que ha escrito más de 100 canciones para los álbumes del grupo H.O.T., así como para otros grupos y cantantes como NRG y Fly to the Sky. Cuando H.O.T. se disolvió en marzo de 2001, Kangta ha sorprendido a muchas personas al convertirse en el primer miembro de debut en solitario. Lanzó su primer álbum en solitario "Polaris", que se convirtió en un gran éxito, y fue seguido por su segundo álbum "Pinetree" en 2002. Su primer concierto en solitario tuvo lugar en el verano de 2003.
En 2006, Kangta fue elegido como finalista como el mejor cantante coreano en el extranjero, de acuerdo con Arirang Internacional de Radiodifusión. Una encuesta fue emitida a través en Internet, permitiendo que sólo las personas fuera de Corea a favor de los votos. Shinhwa canción de "Once In A Lifetime", ganó un 60% de los votos, superando a Kangta, quien quedó en segundo lugar con 20,3 por ciento.
En 2007, filmó dos géneros dramas y Amor en la ciudad 2, difundido el 1 de octubre de 2007.

## Filmografía
- 2002: Emergency Measures 19 (Cameo)

### Drama
- 2005: Magic Touch of Fate
- 2005: Loveholic (KBS)
- 2007: Love In The City 2 (CCTV)

### Películas
- 2012: I AM.

### Apariciones en programas
| Año  | Programa    | Notas                                                |
| ---- | ----------- | ---------------------------------------------------- |
| 2016 | Battle Trip | (Ep. 25-26) - participó junto a Tony An y Lee Jin-ho |

## Discografía

### Con H.O.T.
Discografía de H.O.T.

### Sólo álbum
- Polaris - 19 de agosto de 2001
- Pine Tree - 21 de agosto de 2002
- 1st concert Pinetree: 20020824 Live]] - 28 de marzo de 2003 (Primer concierto pimetre: 20020824 En vivo)
- Persona - 13 de junio de 2005
- Kangta & Best - 3 de octubre de 2005
- Eternity - 12 de marzo de 2008
- Breaka Shaka - 9 de septiembre de 2010

### Colaboraciones
- Fr. In. Cl. - 24 de septiembre de 2003
- Scandal - 19 de mayo de 2006
- Scandal Edición especial - 20 de julio de 2006

### Discografía conjunta
- Christmas In SMTOWN - 15 de diciembre de 1999
- Christmas Winter Vacation In SMTOWN.com - 8 de diciembre de 2000 (Navidad vacaciones de invierno en SMTOWN.com)
- Christmas Winter Vacation in SMtown.com - Angel Eyes - 4 de diciembre de 2001 (Navidad Vacaciones de invierno en SMtown.com - Angel Eyes)
- Summer Vacation In SMTown.com - 10 de junio de 2002 (Vacaciones de verano en SMTown.com)
- 2002 Winter Vacation in SMTOWN.com - My Angel My Light - 6 de diciembre de 2002 (2002 Vacaciones de invierno en SMTOWN.com - Mi Angel Mi Luz)
- 2003 Summer Vacation in SMTOWN.com - 18 de junio de 2003 (Vacaciones de Verano 2003 en SMTOWN.com)
- 2004 Summer Vacation in SMTOWN.com - 2 de julio de 2004 (Vacaciones de Verano 2004 en SMTOWN.com)
- ''06 SUMMER SMTOWN - 20 de junio de 2006 (06 VERANO SMTOWN)
- 2006 WINTER SMTOWN - Snow Dream - 12 de diciembre de 2006 (Invierno de 2006 SMTOWN - Sueño de nieve)
- 2007 SUMMER SMTOWN - FRAGILE - 5 de julio de 2007 (El verano de 2007 SMTOWN - FRÁGIL)
- 2007 WINTER SMTOWN - ONLY LOVE - 7 de diciembre de 2007 (2007 INVIERNO SMTOWN - SOLO AMOR)